# Simla (Colorado)
Ne doit pas être confondu avec Shimla.
Simla est une ville américaine située dans le comté d'Elbert dans le Colorado.
Le nom de la ville est proposé par la femme d'un dirigeant du Rock Island Railroad, qui lisait alors un livre sur l'Inde qui évoquait la ville de Simla (aujourd'hui Shimla).

## Démographie
| 1920 | 1930 | 1940 | 1950 | 1960 | 1970 |
| ---- | ---- | ---- | ---- | ---- | ---- |
| 387  | 351  | 421  | 424  | 450  | 460  |

| 1980 | 1990 | 2000 | 2010 | - | - |
| ---- | ---- | ---- | ---- | - | - |
| 494  | 481  | 663  | 618  | - | - |

Selon le recensement de 2010, Simla compte 618 habitants. La municipalité s'étend sur 0,56 milles carrés (1,45 km2).